# Xavier Antón i Bofill
Xavier Antón i Bofill (Ripoll, Ripollès, 16 de febrer de 1928 - 5 de març de 2018) fou un atleta especialista en curses de velocitat català.
Atleta de la Unió Esportiva Vic i del Futbol Club Barcelona, va començar a practicar l'atletisme l'any 1948, i fou un gran especialista en velocitat, especialitat que va dominar, tant en l'àmbit català i espanyol, a la dècada dels anys cinquanta. Després d'una lesió el va apartar de les pistes, més tard va reiniciar la carrera com a veterà i va aconseguir un nivell molt més que notable, aconseguint 58 títols espanyols, set d'europeus i, fins i tot, un al mundial del Japó, a Miyazaki, en els 200 metres. Xavier Antón guanyà en tres ocasions la prova de 200 metres del Campionat de Catalunya, els anys 1951, 1952 i 1953, i en dues la de 100 metres el 1951 i 1953. També fou subcampió en 100 metres el 1952, i tercer en 200 metres el 1954. En els Campionats d'Espanya guanyà la prova de relleus 4 × 100 metres el 1952, i fou subcampió el 1953. Formà part de la preselecció espanyola per als Jocs Olímpics d'Estiu de 1956. A partir del 1974 s'implicà amb l'Associació Catalana d'Atletes Veterans. L'any 1984 guanyà tres títols, en 100 metres, 200 metres i 400 mmetres, en els Campionats d'Europa, repetí títol en els 400 metres el 1988, i guanyà la medalla de bronze en els 200 metres del Campionat del Món de 1993. També va exercir com a Jutge a partir de l'any 1991. En reconeixement de la seva trajectòria, el Club Atlètic Vic distingeix anualment els millors velocistes amb el “Trofeu Xavier Anton”.
En el seu vessant d'home públic, Xavier Anton i Bofill fou alcalde de Ripoll durant la transició, en un breu període. També fou el síndic municipal de greuges de Ripoll entre els anys 2004 i 2009. Anton també fou un actiu col·laborador del diari El Ripollès, i altres canals de 'Corisa Media Grup', com Televisió del Ripollès. Pel que fa a la seva trajectòria professional fou professor mercantil, fou comptable a diverses empreses, i fundador d'una gestoria.
Va escriure nombrosos llibres, molts entre la novel·lística, la narrativa i els records i experiències personals de la seva vida a Ripoll, entre els quals destaquen “Fora del cercle” (2010), “La guerra dels innocents” (2002), “Flacs i miserables” (1999), “Memòries d'una estàtua tafanera” (1981) o “Ripoll, viure entre rius”; sense oblidar, però, una obra treballada i combativa, “100 anys de futbol a Ripoll” (2007), escrita en col·laboració amb Agustí Dalmau Font.